# Quena San Gregorio
La quena San Gregorio es una flauta de tres agujeros tocada antiguamente por los indígenas tehuelches en el extremo austral de América, considerada como su primer instrumento musical descubierto. Era elaborada con un hueso de cúbito del ave albatros y estuvo al servicio de la práctica chamánica, siendo utilizada para la inducción tránsica.

## Historia
Fue bautizada así porque corresponde a un aerófono de la especie quena y un ejemplar fue encontrado en la bahía San Gregorio (Chile) por el historiador chileno Hans Roehrs en 1995, siendo estudiado en el Centro de Estudios del Hombre Austral del Instituto de la Patagonia en Punta Arenas, por su compatriota Rafael Díaz, etnomusicólogo de la Universidad de Chile. Tiene una data radiocarbónica de 1647-1670, análisis hecho por la Universidad de Georgia en Estados Unidos. Demostró la transmisión cultural entre la rama aónikenk de los tehuelches con un pueblo del Archipiélago de Tierra del Fuego, ya que el albatros como animal totémico es una herencia trasplantada de los selknam. La investigación titulada La Tierra del Fuego se apaga: Requiem para flauta sola obtuvo el primer lugar en el concurso internacional de musicología Premio Otto Mayer Serra en 2018.